# Juan Alfaro Jiménez
Juan Alfaro Jiménez (Carcastillo, Navarra, 10. svibnja 1914. – 1992.), španjolski teolog, profesor dogmatike

## Životopis
Juan Alfaro S. I. rođen je u Carcastillo-Navarra (Španjolska). Na isusovačkom filozofskom fakultetu u Marneffeu u Belgiji diplomirao filozofiju 1937. godine. Upisao isti studij u Méridi (Venezuela) do 1941., kad je počeo studirati bogoslovlje na fakultetu u Oñi (Burgos). Bio i na katedri sustavne teologije na fakultetu u Granadi do 1952. Studirao na Biblijskom institutu i Gregorijani u Rimu, gdje je i doktorirao. Od 1952. profesor dogmatike na Gregorijani; 1964.—1969. generalni prefekt studija na istom sveučilištu. Kao stručnjak sudjelovao je na Drugom vatikanskom koncilu i na Trećoj biskupskoj sinodi 1971. u Rimu. Član je Međunarodne teološke komisije i savjetnik redakcije međunarodnog teološkog časopisa Concilium. Napisao je niz članaka i studija, bio suradnik poznatih teoloških kolekcija: Lexikon für Theologie und Kirche, Sacramentum Mundi, Mysterium Salutis. Objavio je i nekoliko knjiga, koje su prevedene i na druge jezike.

## Djela
Napisao više djela, od kojih se ističu:
- Hacia una teologia del progrese humano (hrv.: Teologija ljudskog napretka), 1969.
- Esperanza cristiana y liberacion del hombre (hrv.: Kršćanska nada i oslobođenje čovjeka), 1972.
- Cristologia e antropologia (hrv.: Kristologija i antropologija), 1974.
- Man before God: toward a theology of man; readings in theology (s Denisom Burkhardom)
- Mysterium salutis : Grundriss heilsgeschichtlicher Dogmatik (Johannes Feiner; Magnus Löhrer; Hans Urs von Balthasar; Juan Alfaro; Wolfgang Beiner i dr.)
- Christian hope and the liberation of man
- Theology of justice in the world
- Lo natural y lo sobrenatural; estudio histórico desde santo Tomás hasta Cayetano (1274-1534)

## Vanjske poveznice
- WorldCat Juan Alfaro Jiménez